# Élection conditionnelle
L'élection conditionnelle est une croyance dans la théologie chrétienne, qui affirme que Dieu choisit pour le salut éternel ceux dont il a la prescience de leur foi en Christ. 

## Doctrine
Cette croyance souligne l'importance du libre arbitre d'une personne. Le point de vue opposé est connu sous le nom d'élection inconditionnelle et consiste à croire que Dieu choisit qui il veut, en se basant uniquement sur ses objectifs et indépendamment du libre arbitre d'un individu. Cela est depuis longtemps un point du débat calviniste-arminien.
La doctrine de l'élection conditionnelle est le plus souvent associée aux dénominations adhérant à la doctrine arminienne, soit la majorité des protestants et des  évangéliques .

Les arminiens ont défendu leur croyance contre la doctrine des calvinistes depuis le début du XVIIe siècle.  Les remontrants soumirent en 1610 une déclaration théologique aux États de Hollande, dont l'article premier fait la défense de l’élection conditionnelle :
Que Dieu, par un but éternel et immuable en Jésus le Christ son fils, avant la fondation du monde, a déterminé, de sauver dans la race déchue et pécheresse des hommes ceux qui, en Christ et par le Christ par la grâce du Saint-Esprit, croiront son fils Jésus, et persévéreront dans cette foi et dans l'obéissance à la foi, par cette grâce, même en situation extrême ; et, d'autre part, pour laisser l'incorrigible et l'incroyant dans le péché et sous sa colère, et pour les condamner comme éloignés du Christ, selon la parole de Jean 3:36 : « Celui qui croit au Fils a la vie éternelle ; celui qui ne croit pas au Fils ne verra point la vie, mais la colère de Dieu demeure sur lui », et selon d'autres passages d'Écriture également.